# Liga Centro Oeste de Futsal
A Liga Centro-Oeste de Futsal é uma competição realizada entre os clubes de Goiás, Mato Grosso, Mato Grosso do Sul, Distrito Federal e também Tocantins. A primeira edição da categoria adulta masculina aconteceu em 2005.
O campeão garante vaga na Superliga do próximo ano, torneio que reúne as equipes campeãs regionais, da Taça Brasil e da Liga Nacional.

## Edições

### Títulos por clube
| Clube              | Títulos                   | Vices             | 3º colocados              | 4º colocados |
| ------------------ | ------------------------- | ----------------- | ------------------------- | ------------ |
| Cresspom           | 3 (2006), (2008) e (2010) | 0 (2013)          | 3 (2005), (2007) e (2011) | 0            |
| Fesurv             | 2 (2005) e (2009)         | 2 (2008) e (2010) | 0                         | 1 (2006)     |
| Goiás              | 2 (2012) e (2013)         | 1 (2014)          | 0                         | 1 (2005)     |
| Peixe/Mazza        | 1 (2011)                  | 1 (2012)          | 0                         | 1 (2010)     |
| Apub/Nova Mutum    | 1 (2007)                  | 0                 | 1 (2008)                  | 0            |
| Apas/Três Lagoas   | 1 (2014)                  | 0                 | 0                         | 0            |
| Candangos          | 0                         | 2 (2005) e (2006) | 0                         | 0            |
| Adepa/Pedro Afonso | 0                         | 1 (2007)          | 1 (2006)                  | 0            |
| Anápolis           | 0                         | 1 (2011)          | 0                         | 0            |
| Tangará            | 0                         | 1 (2009)          | 0                         | 0            |
| Falcão 12/Durax    | 0                         | 0                 | 1 (2013)                  | 0            |
| Apas/Três Lagoas   | 0                         | 0                 | 1 (2012)                  | 0            |
| Colégio ABC        | 0                         | 0                 | 1 (2010)                  | 0            |
| Clube Jaó          | 0                         | 0                 | 1 (2009)                  | 0            |
| Uirapuru           | 0                         | 0                 | 0                         | 1 (2013)     |
| Juara              | 0                         | 0                 | 0                         | 1 (2012)     |
| Rio Verde          | 0                         | 0                 | 0                         | 1 (2011)     |
| AJJR               | 0                         | 0                 | 0                         | 1 (2009)     |
| Corumbaense        | 0                         | 0                 | 0                         | 1 (2008)     |
| Independente       | 0                         | 0                 | 0                         | 1 (2007)     |

### Títulos por Federação
| Estado             | Títulos | Vices | 3º colocados | 4º colocados |
| ------------------ | ------- | ----- | ------------ | ------------ |
| Distrito Federal   | 4       | 4     | 3            | 2            |
| Goiás              | 4       | 4     | 1            | 3            |
| Mato Grosso        | 1       | 1     | 1            | 3            |
| Mato Grosso do Sul | 1       | 0     | 2            | 1            |
| Tocantins          | 0       | 1     | 2            | 0            |

### Sedes por Federação
| Estado             | Sede |
| ------------------ | ---- |
| Mato Grosso        | 3    |
| Goiás              | 2    |
| Distrito Federal   | 2    |
| Tocantins          | 2    |
| Mato Grosso do Sul | 1    |